# Conopidă
Conopida este una din cele câteva plante din specia Brassica oleracea, familia Brassicaceae
Este o plantă bienală din punct de vedere botanic, dar în țara noastră se cultivă ca plantă anuală prin aplicarea unei tehnologii adecvate.
Rădăcinile absorbante se găsesc amplasate pe profilul solului la adâncimea de 25-40 cm.
Frunzele sunt oval-alungite, mari, cu marginea netedă sau puțin ondulată, acoperite cu un strat de pruină.
Partea comestibilă este “căpățâna falsă”, denumită impropriu astfel, ea rezultând din îngroșarea sau hipertrofierea pedunculilor florali, care se termină cu o masă vegetativă cu aspect grăunțos. Dacă se depășește faza de recoltare are loc emiterea de tije florale.

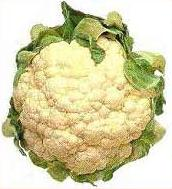
Conopidă